# Мельник-Боткін Костянтин Костянтинович
Мельник-Боткін Костянтин Костянтинович (фр. Constantin Melnik, 24 жовтня 1927, Франція — 14 вересня 2014) — французький розвідник, політолог, мемуарист. Учасник Французького Опору.

## Життєпис
Костянтин Мельник-молодший народився у Франції, в родині українських емігрантів першої хвилі: білогвардійського поручика, вихідця з родини заможних волинських селян Костянтина Семеновича Мельника (1893—1977) і Тетяни Боткіної, дочки лейб-медика сім'ї Миколи II Євгенія Боткіна.
Костянтин був найкращим учнем у ліцеї, а паралельно — зв'язковим і інформатором підпільників-маки.
|  | Французька розвідка вела себе грамотно щодо німців. Партизанська війна не була, звичайно, значущим явищем, але ось розвідка дійсно працювала добре |

 — згадував згодом Мельник. Після Другої світової війни Мельник два роки служив перекладачем в американській армії. Пізніше Констянтин Мельник згадував про себе і про друга дитинства — князя Сергія Оболенського (1909—1992):
|  | Ненависті до Радянського Союзу у нього не було. Він і я вважали, що Європу звільнив від гітлерівців Радянський Союз. Для нас гімн СРСР був гімном визволителів. Я після закінчення ліцею навіть вступив в організацію „Радянські патріоти“ |

Якийсь час Мельник працював аналітиком, співпрацював з ватиканської організацією «Руссікум».
Закінчив Паризький інститут політичних наук (1946), де був першим на своєму курсі. Під час навчання в Інституті політичних наук, не маючи коштів щоб знімати кімнату в Парижі, Мельник прожив в Медоне з 1946 по 1949 рік.
Працював секретарем групи радикал-соціалістів в Сенаті. З 1952 року працював в Міністерстві внутрішніх справ Франції. У 1953 році передбачив прихід до влади в СРСР Микити Хрущова. Був призваний в армію, служив в Генеральному штабі національної оборони Франції у маршала Жюена.
Кілька років Мельник пропрацював в США в корпорації стратегічних досліджень RAND, з 1955 року був її представником в Парижі.
Після 13 травня 1958 року і повернення генерала де Голля до влади, Мельник став технічним радником прем'єр-міністра Франції. У 1959—1962 роках — координатор роботи французьких спецслужб (PJ, RG, SDECE, DST, PP) при прем'єр-міністрі Мішелі Дебре. Спочатку головним його завданням була боротьба з розвідкою КДБ і алжирського Фронту національного визволення. А потім — боротьба з Секретною збройною організацією (ОАС). Це був період, коли де Голль різко змінив вектор своєї алжирської політики, приступив до згортання колоніальної війни і затіяв таємні переговори з борцями за незалежність Алжиру з ФНП. У ролі посередника виступив саме Костянтин Мельник.
Після 1962 року Мельник займався переважно видавничою діяльністю.
Вперше Мельник відвідав Росію 1998 року, прибувши на похорон останків царської сім'ї і свого діда, лейб-медика Євгенія Боткіна.
Помер 14 вересня 2014 року в Парижі.

## Книги
- Третій Рим, розвал або експансія Радянської імперії
- Справа про зраду
- Сучасна розвідка і шпигунство